# Monterrey Open 2015
Monterrey Open 2015 — жіночий тенісний турнір, що проходив на відкритих кортах з твердим покриттям. Це був 7-й за ліком Monterrey Open. Належав до серії International в рамках Туру WTA 2015. Відбувся в Club Sonoma в Монтерреї (Мексика). Тривав з 2 до 8 березня 2015 року.

## Призові очки і гроші

### Розподіл очок
| Дисципліна       | П   | Ф   | ПФ  | ЧФ | 1/8 | 1/16 | Q   | Q3  | Q2  | Q1  |
| Одиночний розряд | 280 | 180 | 110 | 60 | 30  | 1    | 18  | 14  | 10  | 1   |
| Парний розряд    | 280 | 180 | 110 | 60 | 1   | Н/Д  | Н/Д | Н/Д | Н/Д | Н/Д |

### Розподіл призових грошей
| Дисципліна       | П        | Ф       | ПФ      | ЧФ     | 1/8    | 1/161  | Q3     | Q2     | Q1  |
| Одиночний розряд | $111,163 | $55,323 | $29,730 | $8,934 | $4,928 | $3,199 | $1,852 | $1,081 | $   |
| Парний розряд*   | $17,724  | $9,222  | $4,951  | $2,623 | $1,383 | Н/Д    | Н/Д    | Н/Д    | Н/Д |

1Кваліфаєри отримують і призові гроші 1/16 фіналу.

*на пару

## Учасниці основної сітки в одиночному розряді

### Сіяні
| Країна     | Гравчиня               | Рейтинг* | Сіяна |
| ---------- | ---------------------- | -------- | ----- |
| Сербія     | Ана Іванович           | 6        | 1     |
| Італія     | Сара Еррані            | 12       | 2     |
| Франція    | Каролін Гарсія         | 30       | 3     |
| Швейцарія  | Тімеа Бачинскі         | 37       | 4     |
| Росія      | Анастасія Павлюченкова | 40       | 5     |
| США        | Алісон Ріск            | 43       | 6     |
| Словаччина | Даніела Гантухова      | 45       | 7     |
| Словаччина | Магдалена Рибарикова   | 50       | 8     |

- Рейтинг станом на 23 лютого 2015

### Інші учасниці
Нижче наведено учасниць, які отримали вайлд-кард на участь в основній сітці:
- Йована Якшич
- Ана Софія Санчес
- Франческа Ск'явоне

Нижче наведено гравчинь, які пробились в основну сітку через стадію кваліфікації:
- Уршуля Радванська
- Бетані Маттек-Сендс
- Ніколь Вайдішова
- Тімеа Бабош

### Знялись з турніру
До початку турніру
- Ежені Бушар →її замінила Александра Крунич
- Ірина-Камелія Бегу (травма ребра) →її замінила Сільвія Солер Еспіноза
- Яна Чепелова →її замінила Айла Томлянович
- Єлена Янкович →її замінила Шелбі Роджерс
- Міряна Лучич-Бароні →її замінила Яніна Вікмаєр
- Крістіна Макгейл →її замінила Юганна Ларссон
- Моніка Нікулеску →її замінила Кікі Бертенс
- Слоун Стівенс →її замінила Леся Цуренко
- Коко Вандевей (травма плеча) →її замінила Тереза Сміткова
- Роберта Вінчі →її замінила Крістіна Младенович
- Шуай Чжан →її замінила Анна Кароліна Шмідлова

### Знялись
- Магдалена Рибарикова

## Учасниці основної сітки в парному розряді

### Сіяні
| Країна    | Гравчиня            | Країна    | Гравчиня                 | Рейтинг1 | Сіяна |
| --------- | ------------------- | --------- | ------------------------ | -------- | ----- |
| Угорщина  | Тімеа Бабош         | Франція   | Крістіна Младенович      | 28       | 1     |
| Чехія     | Андреа Главачкова   | Чехія     | Луціє Градецька          | 47       | 2     |
| Австралія | Анастасія Родіонова | Австралія | Родіонова Аріна Іванівна | 75       | 3     |
| Канада    | Габріела Дабровскі  | Польща    | Алісія Росольська        | 114      | 4     |

- Рейтинг станом на 23 лютого 2015

### Інші учасниці
Нижче наведено пари, які отримали вайлдкард на участь в основній сітці:
- Бетані Маттек-Сендс /  Моніка Пуїг
- Вікторія Родрігес /  Марсела Сакаріас

### Знялись
- Тімеа Бабош (травма поперекового відділу хребта)

## Переможниці

### Одиночний розряд
- Тімеа Бачинскі —  Каролін Гарсія 4–6, 6–2, 6–4

### Парний розряд
- Габріела Дабровскі /  Алісія Росольська —  Анастасія Родіонова /  Родіонова Аріна Іванівна 6–3, 2–6, [10–3]